# Видаль, Валентин
Валентин Антонио Видаль Тапия (исп. Valentín Antonio Vidal Tapia; род. 12 мая 2004) — чилийский футболист, защитник клуба «Унион Эспаньола».

## Клубная карьера
Видаль — воспитанник клуба «Унион Эспаньола». 25 июня 2022 года в поединке Кубка Чили против «Провинсиаль Овалье» Валентин дебютировал за основной состав. 9 октября в матче против «О’Хиггинс» он дебютировал в чилийской Примере.